# Stare Krasnodęby
Stare Krasnodęby – wieś w Polsce położona w województwie łódzkim, w powiecie zgierskim, w gminie Aleksandrów Łódzki.
| SIMC    | Nazwa    | Rodzaj    |
| ------- | -------- | --------- |
| 1041969 | Kobiałka | część wsi |

W latach 1975–1998 miejscowość administracyjnie należała do ówczesnego województwa łódzkiego.